# Gigantione mortenseni
Gigantione mortenseni är en kräftdjursart som beskrevs av Adkison 1984. Gigantione mortenseni ingår i släktet Gigantione och familjen Bopyridae.
Artens utbredningsområde är Mexikanska golfen. Inga underarter finns listade i Catalogue of Life.